# Kurochkinegramma hypogrammicum
Kurochkinegramma hypogrammicum é uma espécie de ave da família Nectariniidae. É a única espécie do género Kurochkinegramma.
Pode ser encontrada nos seguintes países: Brunei, Camboja, China, Indonésia, Laos, Malásia, Myanmar, Singapura, Tailândia e Vietname.
Os seus habitats naturais são: florestas subtropicais ou tropicais húmidas de baixa altitude.